# 苏丹凤仙花
非洲鳳仙花（學名：Impatiens walleriana）也稱玻璃翠、蘇丹鳳仙花，為一種多年生肉質草本植物，高30～70公分，莖直立，綠色或淡紅色，葉長4～12毫米，寬2.5～5.5公分。總花梗生於莖、枝上部葉腋，通常具2花，花大小及顏色多變化，有鮮紅色，深紅，粉紅色，紫紅色，淡紫色，藍紫色或白色。蒴果紡錘形，長15～20毫米，無毛。花期6～10月。原產於非洲東部，曾在世界各地作為觀賞植物廣泛引種栽培，自2003年於英國發現鳳仙花露菌病後，不斷往全球各地擴散，並摧毀非洲鳳仙花產業，2013年首次在臺灣被發現，目前被新幾內亞鳳仙花所取代。

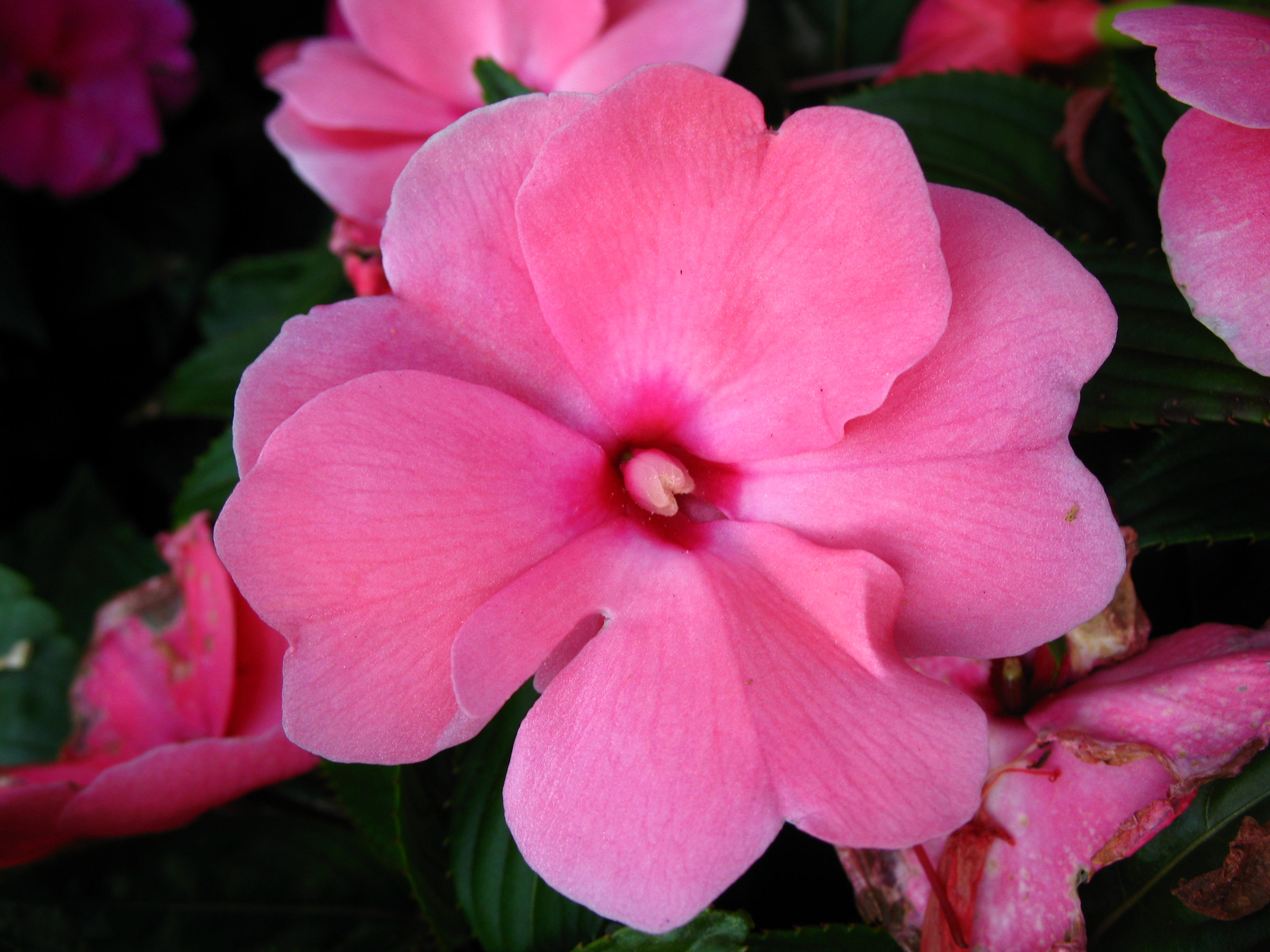
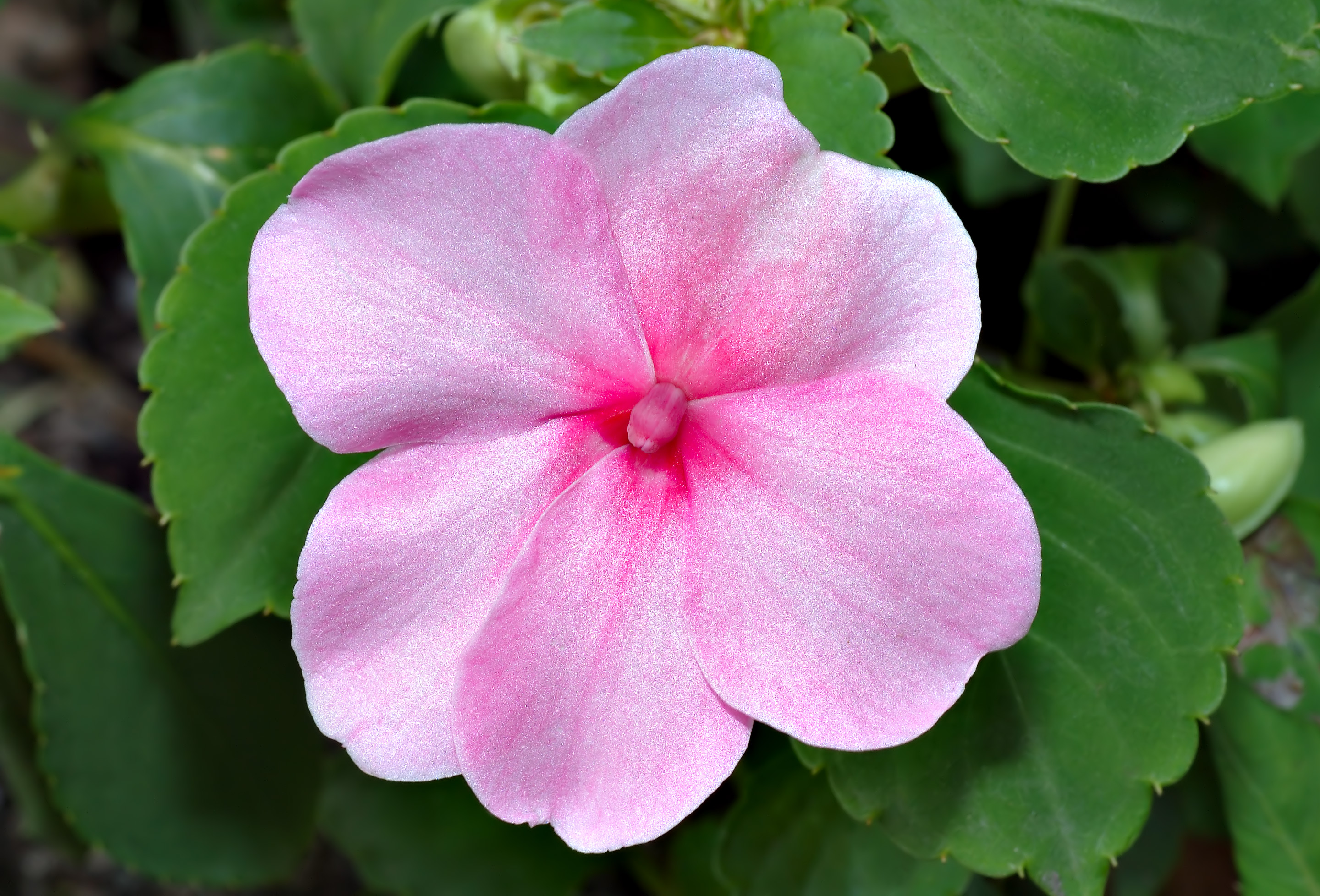
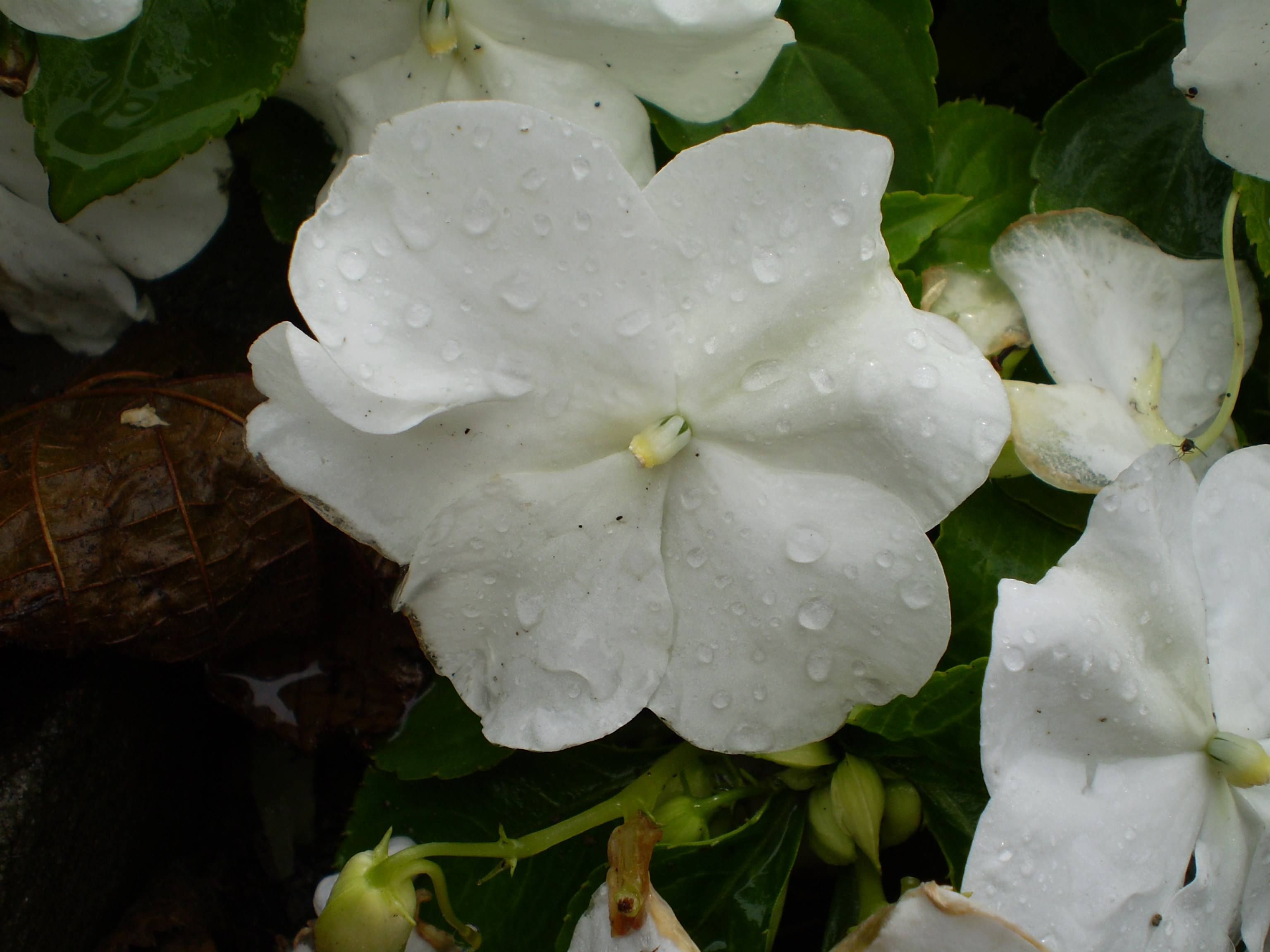
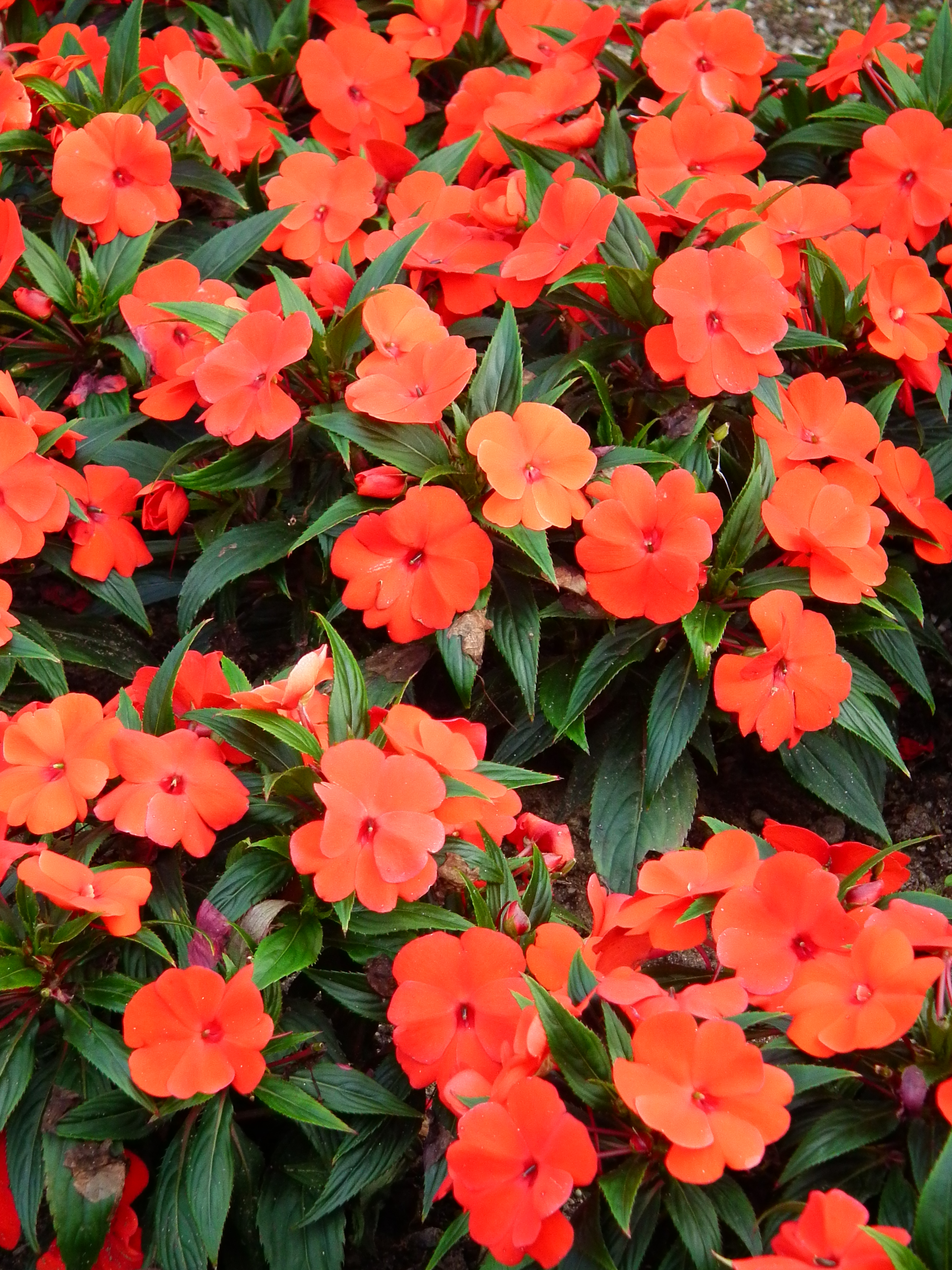
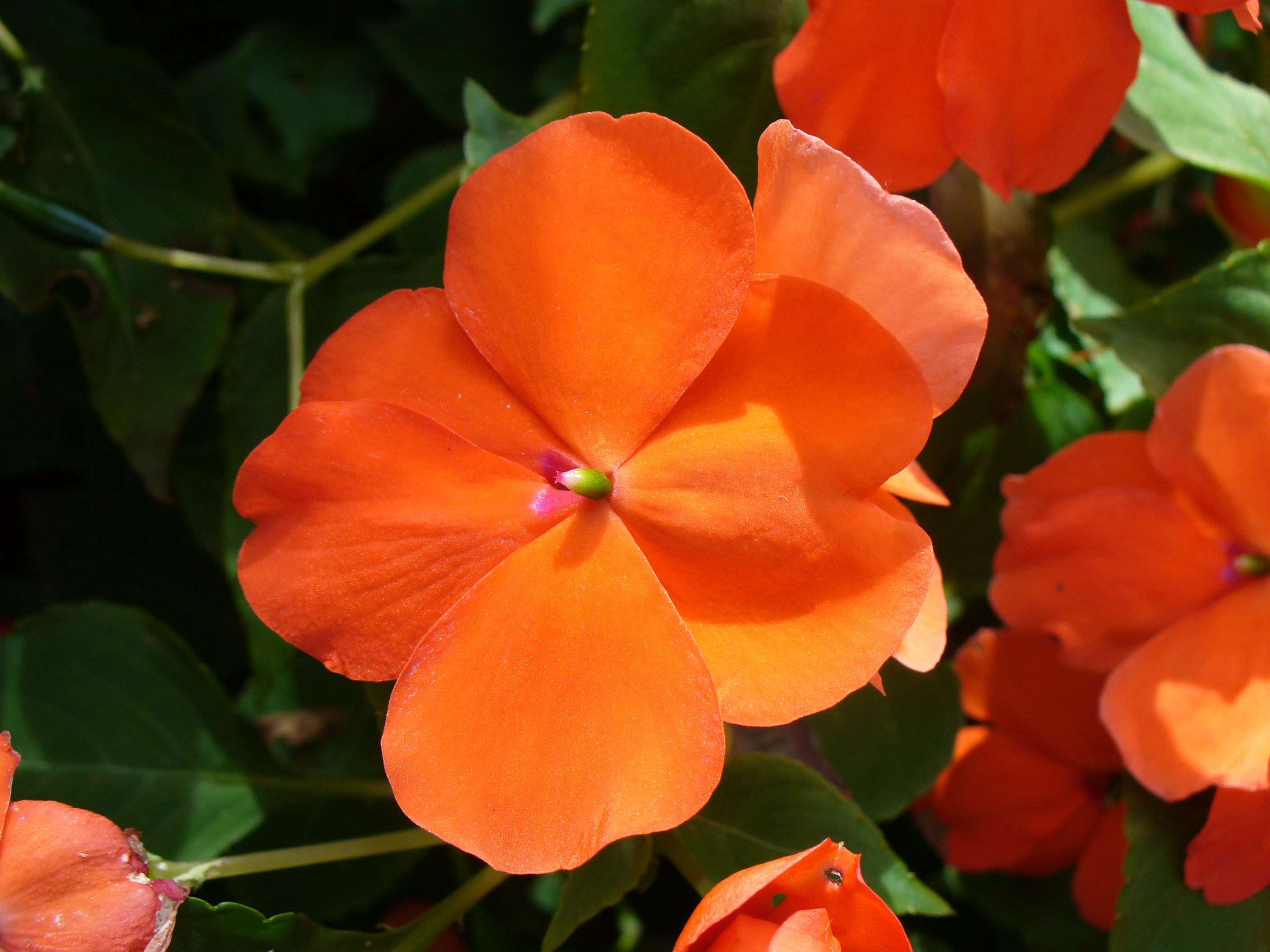